# Nicholas Negroponte
Nicholas Negroponte (født 1. december 1943) er uddannet arkitekt og professor emeritus på Massachusetts Institute of Technology, desuden er han grundlægger af One Laptop per Child, hvor han er bestyrelsesformand.

## Det tidlige liv
Nicholas Negroponte er søn af Dimitri John Negroponte, en græsk skibsmagnat, han voksede op i New York Citys Upper East Side. Han er en yngre bror til John Negroponte (tidligere amerikansk viceudenrigsminister).
Nicholas Negroponte har fået undervisning mange steder, herunder Buckley (NYC), Le Rosey (Schweiz) og Choate Rosemary Hall i Wallingford, Connecticut, hvor han dimitterede i 1961. Efterfølgende har han studeret på MIT som både en universitetsstuderende og studerende i arkitektur, hvor hans forskning var fokuseret på spørgsmål af Computer Aided Design (computer understøttet design). Han fik en mastergrad i arkitektur fra MIT i 1966.

## MIT
Negroponte begyndte at undervise på MIT i 1966. I flere år derefter delte han sin undervisning mellem MIT og flere besøgende professorater på Yale, Michigan og University of California, Berkeley.
I 1967 grundlagde Negroponte MITs Architecture Machine Group, en kombination laboratorium og en tænketank, som studerede nye tilgange til interaktion mellem computer og mennesker. I 1985, skabte Negroponte på MIT Media Lab med Jerome B. Wiesner. Som direktør, han udviklede dette laboratorium til et fortrinligt computervidenskabslaboratorium for nye medier og en high-tech legeplads for undersøgelse af interface mellem menneske og computer.

## Wired
I 1992 blev Negroponte involveret i skabelsen af Wired Magazine som dets første investor. Fra 1993 til 1998, han bidrog en månedlig spalte til bladet, hvor han gentog et grundlæggende tema: "Flyt bits, ikke atomer."
Negroponte udvidede mange af sine ideer fra hans Wired kolonner til en bestseller-bog, Being Digital (1995). Bogen gjorde hans forudsigelser berømte, om hvordan den interaktive verden, det underholdningsprogrammer verden, og de oplysninger, verden ville i sidste ende fusionere. Being Digital blev oversat til over tyve sprog.
I 1997 var Negroponte formand for verdens første virtuelle valuta og kryptovaluta; Ecash.

## Den sene karriere
I 2000 trådte Negroponte tilbage som direktør for Media Lab denne stilling overtog Walter Bender. Men Negroponte fortsætter som laboratorium formand. Da Frank Moss blev udnævnt til direktør for laboratoriet i 2006, trak Negroponte sig tilbage som laboratorium formand for at fokusere mere fuldt på sit arbejde med One Laptop Per Child (OLPC), og bevarer sin udnævnelse som professor på MIT.
I november 2005 på verdenstopmødet om informationssamfundet i Tunis afslørede Negroponte en 100-dollar-laptop, børnenes computer, der er designet til skolesøgende i udviklingslandene. Projektet er en del af et bredere program: One Laptop Per Child, en non-profit organisationen startet med Negroponte og andre Media-laboratorier, for at udvide internetadgang i udviklingslandene.
Negroponte sidder i flere bestyrelser, herunder Motorola (noteret på New York Stock Exchange), VELTI (noteret på London Stock Exchange) og det privatejede Ambient Devices. Han er også med i det rådgivende organ under TTI / Vanguard. Han har investeret i over 30 iværksætterselskaber i de sidste 30 år, herunder Zagats, Wired, Ambient Devices, Skype og VELTI. I august 2007 blev han udnævnt til en særlig komité med det formål at sikre den fortsatte journalistiske og redaktionelle integritet og uafhængighed af Wall Street Journal og andre af Dow Jones & Companys publikationer og tjenesteydelser. Komitéen blev dannet som en del af fusionen af Dow Jones med News Corporation. Negropontes andre medlemmer af udvalget er Louis Boccardi, Thomas Bray, Jack Fuller, og det tidligere kongresmedlem Jennifer Dunn.